# أنجيوجينين
الأنجيوجينين أو مولد الأوعية (بالإنجليزية: Angiogenin )‏ يُعرف باسم ريبونوكلياز 5 وهو بروتين صغير يتكون من 123 حمضا أمينيا ويُشفر لدى البشر بواسطة الجين ANG. الأنجيوجينين محفز قوي للأوعية الجديدة عبر عملية تولد الأوعية، ويقوم بحلمأة الرنا الخلوي ما ينتج عنه مستويات تخليق بروتين معدلة، كما أنه يتفاعل مع الدنا محدثا تزايدا (كالتزايد الذي يحدثه المحفز) في التعبير عن الرنا الريبوسومي. للأنجيوجينين علاقة بالسرطان والأمراض العصبية من خلال تولد الأوعية ومن خلال تنشيط التعبير الجيني الذي يثبط الاستماتة الخلوية.